# Malacanthura ornata
Malacanthura ornata là một loài chân đều trong họ Anthuridae. Loài này được Barnard miêu tả khoa học năm 1957.